# SNCAC NC-600

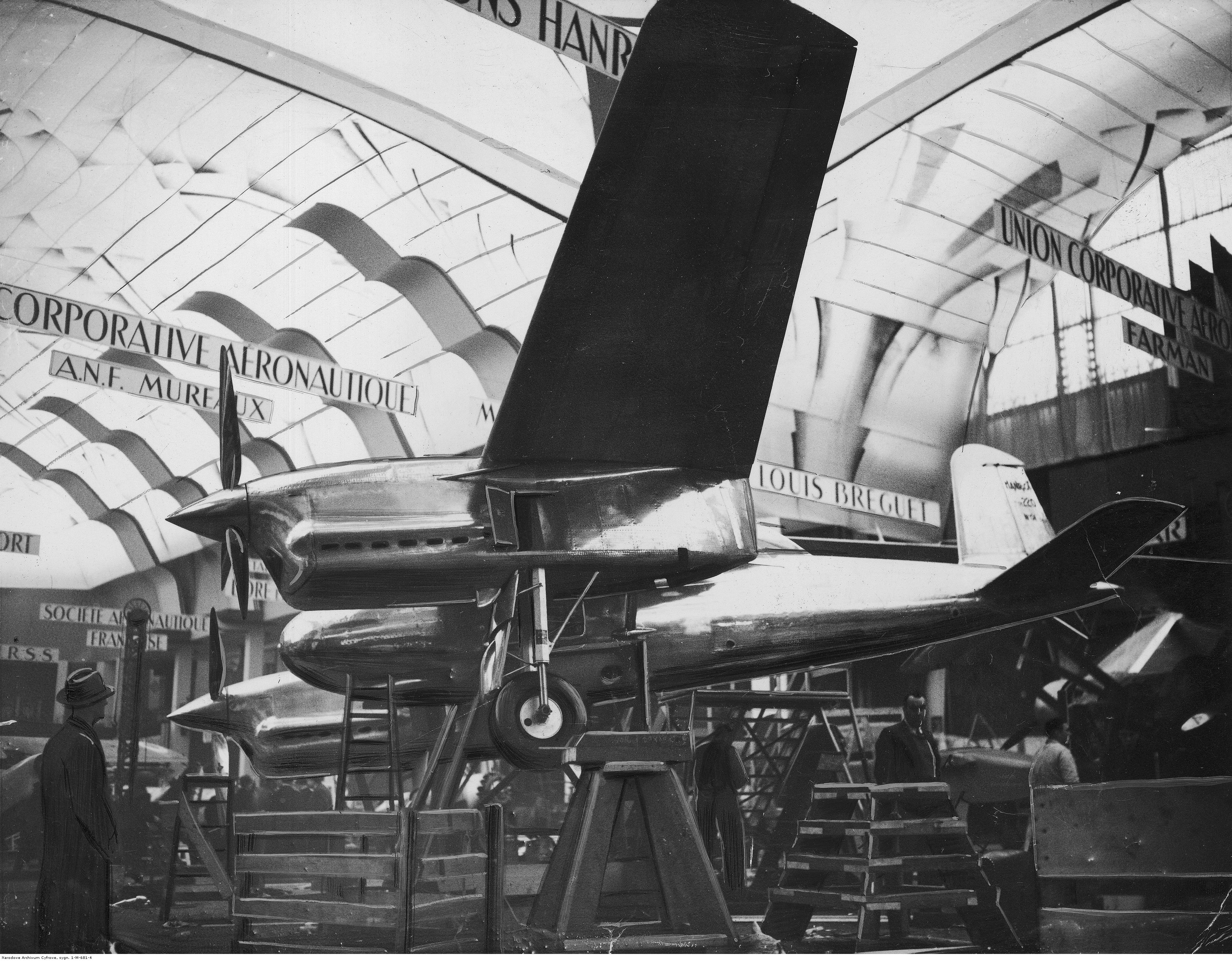
Lo Hanriot H-220

Lo SNCAC NC-600 era un prototipo di caccia pesante ad ala media bimotore realizzato dall'azienda francese Société nationale de constructions aéronautiques du Centre (SNCAC) all'inizio degli anni quaranta.
Costruito in un solo esemplare, era uno sviluppo del precedente Hanriot H-220. Caratterizzato da un impennaggio di coda bideriva e un carrello d'atterraggio triciclo posteriore completamente retrattile non venne avviato alla produzione.